# ميروين جاكوبسون
ميروين جاكوبسون (بالإنجليزية: Merwin Jacobson)‏ هو لاعب كرة قاعدة أمريكي، ولد في 7 مارس 1894 في نيو بريتن في الولايات المتحدة، وتوفي في 13 يناير 1978 في بالتيمور في الولايات المتحدة.

## وصلات خارجية
- ميروين جاكوبسون على موقعبيزبول رفرنس.كوم (الدوري الرئيسي) (الإنجليزية)
- ميروين جاكوبسون على موقعبيزبول رفرنس.كوم (الدوري الثانوي) (الإنجليزية)